# Chengjiang, Meixian
Chengjiang (kinesiska: 程江) är en köping i sydöstra Kina. Den ligger i stadsdistriktet Meixian i staden Meizhou i provinsen Guangdong, omkring 310 kilometer nordost om provinshuvudstaden Guangzhou. Antalet invånare är 55 224. Befolkningen består av 27 803 kvinnor och 27 421 män. Barn under 15 år utgör 16,0 %, vuxna 15-64 år 75 %, och äldre över 65 år 7,0 %.